# Frücht
Frücht est une commune de Rhénanie-Palatinat en Allemagne. La municipalité fait partie de la Verbandsgemeinde de Bad Ems.
Frücht appartenait avec Schweighausen à la seigneurie vom Stein et leur dernier possesseur fut Heinrich Friedrich Karl vom Stein.